# Wang Qingbo
Wang Qingbo (chiń. 王青波; ur. 24 maja 1988) – chiński lekkoatleta specjalizujący się w rzucie oszczepem.
17 maja 2005 zawodach w Ningbo ustanowił najlepszy w historii wynik wśród juniorów młodszych w rzucie oszczepem o wadze 700 gramów – 82,34, wynik ten przetrwał jako nieoficjalny rekord świata kadetów do 2009, do dziś jest to rekord Azji w tej kategorii wiekowej. Dwa miesiące później zajął czwarte miejsce na mistrzostwach świata juniorów młodszych. W kolejnym sezonie zdobył brąz na mistrzostwach Azji juniorów oraz nie udało mu się wywalczyć awansu do finału na światowym czempionacie juniorów. Podczas rozegranej w Bangkoku uniwersjady (2007) uplasował się na jedenastej lokacie. Na koniec sezonu 2009 sięgnął po pierwsze trofeum w seniorskiej karierze zostając wicemistrzem Azji. Stawał na podium mistrzostw Chin oraz chińskiej olimpiady narodowej.
Rekord życiowy: 80,25 (14 listopada 2009, Kanton).

## Osiągnięcia
| Rok  | Impreza                               | Miejsce   | Lokata            | Wynik |
| ---- | ------------------------------------- | --------- | ----------------- | ----- |
| 2005 | Mistrzostwa świata juniorów młodszych | Marrakesz | 4. miejsce        | 76,33 |
| 2006 | Mistrzostwa Azji juniorów             | Makau     | 3. miejsce        | 69,36 |
| 2006 | Mistrzostwa świata juniorów           | Pekin     | el. – 17. miejsce | 67,74 |
| 2007 | Uniwersjada                           | Bangkok   | 11. miejsce       | 68,88 |
| 2009 | Mistrzostwa Azji                      | Kanton    | 2. miejsce        | 80,25 |